# Alphen aan den Rijn vasútállomás
Alphen aan den Rijn vasútállomás vasútállomás Hollandiában, Alphen aan den Rijn városában.

## Vasútvonalak
Az állomást az alábbi vasútvonalak érintik:
- Woerden–Leiden-vasútvonal
- Gouda-Alphen aan den Rijn-vasútvonal

## Kapcsolódó állomások
A vasútállomáshoz az alábbi állomások vannak a legközelebb:
- Leiden Lammenschans vasútállomás (Leiden Centraal vasútállomás, Woerden–Leiden-vasútvonal)
- Bodegraven vasútállomás (Woerden vasútállomás, Woerden–Leiden-vasútvonal)
- Boskoop vasútállomás (Gouda vasútállomás, Gouda-Alphen aan den Rijn-vasútvonal)